# Rainer Knapas
Rainer Knapas, född 19 februari 1946 i Pyttis i Finland, är en finländsk författare och konst- och kulturhistoriker. 

## Utbildning och karriär
Knapas blev filosofie kandidat 1970 och filosofie licentiat 1981 vid Helsingfors universitet. Under åren 1965–1977 arbetade han vid Arkeologiska kommissionen vid Museiverket i Helsingfors. 1977–1990 var han assistent i historia vid Helsingfors universitet. Knapas var forskare vid Svenska litteratursällskapets förlag under åren 1998–2007 då förlagsverksamheten vid litteratursällskapet expanderade. Under 2008–2012 var han projektchef för Nationalbibliotekets i Finland historieprojekt och skrev boken Kunskapens rike. Helsingfors universitets bibliotek. Nationalbiblioteket 1640–2010 (2012).
Rainer Knapas är en uppskattad forskare och lärare. Som akademisk lärare och mentor har han inspirerat, stött och handlett många studenter och doktorander. På sin 60-årsdag hyllades han med festskriften I trädgården, i biblioteket, i världen. Festskrift till Rainer Knapas den 19 februari 2006, red. Nina Edgren-Henrichson et al. Han har också gjort sig känd som redaktör för flera vetenskapliga verk, som kulturskribent och som sakkunnig inom flera kultur- och konsthistoriska områden. Sedan 1999 skriver Knapas kolumner i tidningen Ny Tid.
År 2006 fick Knapas Svenska Akademiens Finlandspris för sina betydande insatser inom Finlands svenskspråkiga kulturliv. År 2010 utsågs han till hedersdoktor vid filosofiska fakultetens promotion, Helsingfors universitet. 2013 belönades han med Tollanderska priset som delas ut av Svenska litteratursällskapet i Finland för ett skönlitterärt eller vetenskapligt livsverk. 

## Priser och utmärkelser
- 1997 – Statens pris för informationsspridning, Finland
- 2001 – Statens pris för informationsspridning, Finland
- 2004 – Svenska litteratursällskapets i Finland pris ur Fonden till Gustaf III:s minne, Finland
- 2006 – Svenska Akademiens Finlandspris, Sverige
- 2013 – Tollanderska priset, Finland